# Gabriel de Lara
Gabriel de Lara fut un sertanista (ou bandeirante) brésilien, natif de Santana de Parnaíba, dans la capitainerie de São Vicente. Il fonda diverses localités dans le sud du pays, notamment Paranaguá et Nossa Senhora da Graça do Rio São Francisco, future São Francisco do Sul. Il est mort en 1682.